# The Wand of Abaris / Path to Arcady
"The Wand of Abaris / Path to Arcady" es el título del sencillo promoción hecho especialmente para la radio este mezclado con la canción Path to Arcady

## Canciones
1. "The Wand of Abaris" (Christofer Johnsson, Kristian Niemann) – 5:52
2. "Path to Arcady" (K. Niemann, Petter Karlsson) – 3:54

## Créditos
Ver: Gothic Kabbalah.
- Datos: Q7773394